# Kuźma Galicki
Kuźma Nikitowicz Galicki (ros. Кузьма Никитович Галицкий, ur. 12 października?/24 października 1897 w Taganrogu, zm. 14 marca 1973 w Moskwie) – generał armii Armii Radzieckiej (1955), Bohater Związku Radzieckiego (19 kwietnia 1945). 

## Życiorys
Urodził się w rodzinie robotniczej. W 1917 wcielony do wojska, był podoficerem. W 1918 dobrowolnie wstąpił do Armii Czerwonej. Uczestniczył w wojnie domowej na Ukrainie, w składzie Frontu Południowego i Południowo-Zachodniego, na stanowiskach dowódcy plutonu, kompanii i batalionu. 
W 1922 ukończył Wyższą Szkołę Taktyczną Piechoty i Akademię Wojskową im. M. Frunzego w 1927 r. Jako dowódca dywizji brał udział w wojnie radziecko-fińskiej 1939-1940. 
Po napaści Niemiec na ZSRR dowodził dywizją i korpusem, był zastępcą dowódcy armii na Froncie Zachodnim i Północno-Zachodnim (czerwiec 1941 – marzec 1942), potem od września 1942 dowódcą 3 Armii Uderzeniowej i 11 Gwardyjskiej Armii w składzie Frontu Kaliningradzkiego, 1 Nadbałtyckiego i 3 Białoruskiego. 
Po wojnie dowodził wojskami Specjalnego Okręgu Wojskowego (1945–1946), Przykarpackiego (1946–1951) i Odeskiego Okręgu Wojskowego (1951–1954), Północnej Grupy Wojsk (1955–1958). W latach 1958–1961 dowódca Zakaukaskiego Okręgu Wojskowego. 
Od stycznia 1962 w stanie spoczynku. Deputowany do Rady Najwyższej ZSRR od 2. do 5. kadencji. 

## Ordery i odznaczenia
- Bohater Związku Radzieckiego (1945)
- Order Lenina (czterokrotnie)
- Order Czerwonego Sztandaru (czterokrotnie)
- Order Suworowa I stopnia
- Order Kutuzowa I stopnia
- Order Bohdana Chmielnickiego (ZSRR) I stopnia
- Order Czerwonej Gwiazdy
- Medal jubileuszowy „W upamiętnieniu 100-lecia urodzin Władimira Iljicza Lenina”
- Medal „Za zwycięstwo nad Niemcami w Wielkiej Wojnie Ojczyźnianej 1941–1945”
- Medal jubileuszowy „Dwudziestolecia zwycięstwa w Wielkiej Wojnie Ojczyźnianej 1941–1945”
- Medal „Za zdobycie Królewca”
- Medal jubileuszowy „XX lat Robotniczo-Chłopskiej Armii Czerwonej”
- Medal jubileuszowy „30 lat Armii Radzieckiej i Floty”
- Medal jubileuszowy „40 lat Sił Zbrojnych ZSRR”
- Medal jubileuszowy „50 lat Sił Zbrojnych ZSRR”

Ordery i medale polskie.